# もののて
『もののて』（-江戸忍稼業- もののて）は、宮島礼吏による日本の漫画作品。『週刊少年マガジン』（講談社）において、2016年第37・38合併号から2017年第2・3合併号まで連載された。単行本は全3巻。左右の手が逆についた奇妙な忍びの男・皆焼（ひたつら）と、医者を志す旅の娘・おこたによる、江戸時代活劇。

## あらすじ
江戸時代、異形の化け物「もののて」の噂が飛び交う中山道街道筋で、医者を志す旅の娘・おこたが、左右の手が逆についた奇妙な忍びの男・皆焼（ひたつら）に命を助けてもらったことから物語が始まる。助けてもらう契約料として5両を借金したおこたは、旅先の遊郭で働いて借金返済をすることになるも、問題に巻き込まれ余計に借金が嵩むことになる。そうこうするうちに、おこたは皆焼が住む天領飛騨忍び班望月集の里「大老松」で医療番の研修生として働くことになる。おこたの初任務は、太田宿で皆焼と「手鎖夫婦」を演じて錠前を隠密誘引販売することであったが、太田宿はおこたの長年下働きで住んでいた街であり、「手鎖夫婦」が演技であることがバレてしまう。さらに、おこたの結婚相手である織田長雄とも再会したことにより、結婚の話が急激に進むことになるが、長雄との結婚の前向きではないおこたは、長雄との婚姻を断り、皆焼とともに生きることを選択する。

## 登場人物
皆焼（ひたつら）
本作の主人公。左右の手が逆についた奇妙な逆手の男。飛騨・望月衆、刺客班の忍者で、奇妙な逆手から凄腕の剣術を繰り出すことから「もののて」と呼ばれている。金さえ貰えば将軍をも殺す「天下の悪漢」とも呼ばれる。左右逆になっている手は自分の手ではないようで、本当の自分の手を探している。必殺技は逆手多刀流「熊爪（くまづめ）」、「匿角（かくれづの）」、「夕立（ゆうだち）」などがある。愛刀は鈍刀の「豆腐崩し」。
おこた
医者を目指す少女。盗賊に拉致されたところを皆焼に助けてもらったことから、一緒に旅をすることになる。実は、太田宿の呉服屋・天野屋の下働きで、織田信長の孫・織田長雄との婚姻が決まっていたが、逃走をしている身であった。
織田長雄（おだ ながかつ）
織田信長の孫で、織田信雄の八男。武芸大会を総ナメにしている武術者で、信長の愛刀・「圧し切り長谷部」を帯刀している。おこたと婚約している。
服部正辰（はっとりまさとき）
徳川幕府 忍番 第一番頭。初代服部半蔵保長（やすなが）の曾孫であり、次期服部半蔵。皆焼と織田長雄の喧嘩の仲裁に現れる。
唐沢玄蕃（からさわげんば）
元・望月衆の忍。職務中にケガをしてからは山奥で隠居暮らしをしていた。目が見えず、耳が聞こえない。子供を拾い育てていたが、持病持ちで衰弱死した。そのころ、死んだ子供に成りすましていた皆焼を、皆焼とは気づかないフリをして育てるようになる。

## 用語解説（補足）
単行本の裏表紙に記載されている『江戸豆知識』より。
鮑（あわび）
現在と同様、江戸時代も高級食材
貸本（かしほん）
江戸時代は本を売るより貸すのが主流。江戸だけでも八百軒も貸本屋があった。
春画（しゅんが）
蛸触手モノなど、偏執的なものも流行っていた。
鰻（うなぎ）
現在の値段で五千円にもなる鰻丼は、最高の贅沢。
蕎麦（そば）
江戸時代でも大衆料理。かけそば六文、天そば十六文（約四百円）。
遊郭（ゆうかく）
籠（柵）で女郎の格がわかる。下半分だけの格子は新人級。それでも指名は1分（約二万五千円）と高額。
附子（ぶす）
別名トリカブト。狂言の題材にもなった江戸一の毒草。山菜・二輪草の葉と酷似している。
苦無（くない）
両刃の忍道具。
風呂（ふろ）
江戸時代は基本的に混浴。羨ましい。
長屋（ながや）
江戸時代の賃貸物件。雨戸や畳は自己負担。厠、井戸、ゴミ捨て場は全て共同。
米（こめ）
江戸時代の食料はとにかく米。おかずが乏しい分、とにかく米をたらふく食った。
布団（ふとん）
一財産。お金持ちだけが持っていた。
鯨尺（くじらしゃく）
鯨尺一尺＝約38cmの裁縫用の物差しで、元々は鯨の鬚で作られていたことに由来すると言われる。
蠅帳（はいちょう）
食料を保存しておくための場所。いわば江戸時代の冷蔵庫。
行灯（あんどん）
江戸時代の照明。ろうそくは高価なので、主に魚油で代用。
枕屏風（まくらびょうぶ）
昼間、布団や枕を隠すために使われた。押し入れの無い長屋の必需品。
朝顔売り（あさがおうり）
やはり営業は昼過ぎまで。
しゃぼん玉売り（しゃぼんだまうり）
「玉やぁ玉やぁ」の売り声で売り歩き、子供達に大人気。葡萄牙語で石鹸を意味する「ザボン」が語源。
甘酒（あまざけ）
冷やが主流。水分補給に人気。
棒手振り（ぼてふり）
ひと気のある所に顔を出し、てんびん棒を担いで野菜などを売り歩く。
天水桶（てんすいおけ）
防火用に雨水などを貯めておく大きな桶。今でいう消火栓。至る所にある。
江戸三大美女（えどさんだいびじょ）
楊枝屋「柳屋」の柳屋お藤、水茶屋「蔦屋」の蔦屋お芳、水茶屋「鍵屋」の笠森お仙、三人合わせて“江戸の三美人”と呼ばれていた。
お仙手拭い（おせんてぬぐい）
実際にあった。
下げ緒（さげお）
鞘についた紐。忍の下げ緒は長く、野営時のテント張りや忍術に使われていたという記録もある。
炭団売り（たどん）
炭団とは炭と泥を混ぜた団子状の燃料で、木炭の廉価版。昭和中期まで使われていた庶民の必需品。
皆焼刃（ひたつらば）
刀の刃文の一種。刃部だけでなく、平地や縞地、棟まで焼き入れされてあらわれた刃文。
為替手形（かわせてがた）
江戸時代の小切手。両替商を通じて現金化できる。日本最古の為替の仕組みは室町時代との説もある。

## 書誌情報
- 宮島礼吏 『もののて』 講談社〈講談社コミックス〉、全3巻
  1. 2016年11月17日発行、ISBN 978-4-06-395794-5
  2. 2017年1月17日発行、ISBN 978-4-06-395844-7
  3. 2017年3月17日発行、ISBN 978-4-06-395888-1